# مارتا اسکات

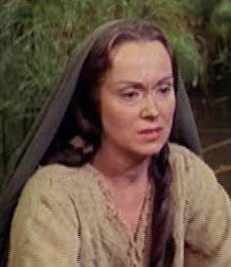

مارتا اسکات (انگلیسی: Martha Scott؛ ۲۲ سپتامبر ۱۹۱۲ – ۲۸ مهٔ ۲۰۰۳) یک هنرپیشه اهل ایالات متحده آمریکا بود. وی بین سال‌های ۱۹۴۰ تا ۱۹۹۰ میلادی فعالیت می‌کرد.
از فیلم‌ها یا برنامه‌های تلویزیونی که وی در آن نقش داشته است می‌توان به بن هور، فرودگاه ۱۹۷۵، ده فرمان، یک پا در بهشت و در اکلاهمای سابق اشاره کرد.

## مرگ
اسکات در ون نایز لس آنجلس  به دلایل طبیعی درگذشت.